# BESIX
BESIX Group NV is een bedrijf dat actief is in de bouwsector. Het bedrijf is de grootste bouwgroep van België en bekleedt de 69e plaats op de wereldranglijst van aannemers. De groep, die al sinds 1909 actief is, heeft zijn hoofdkantoor in Brussel en realiseert projecten in Europa, het Midden-Oosten, Oceanië, Afrika, Noord-Amerika en Azië.
In 2019 boekte BESIX een omzet van 3,33 miljard euro en telde 14.000 werknemers wereldwijd.
BESIX nam deel aan de bouw van gebouwen en infrastructuur over de hele wereld, waaronder:
- de Burj Khalifa in Dubai, het hoogste torengebouw ter wereld[7];
- gebouwen van het Europees Parlement in Brussel[8][9];
- het Groot Egyptisch Museum op het plateau van de piramiden van Gizeh[10];
- de Sheikh Zayed Moskee in Abu Dhabi[11], op TripAdvisor gerangschikt als tweede mooiste monument ter wereld[12];
- infrastructuren van de Expo 2020 in Dubai[13] en de Belgische[14] en Franse paviljoenen[15];
- het Al Wakrah Stadium voor de Wereldbeker Voetbal 2022 in Qatar[16];
- een terminal op de luchthaven Charles de Gaulle[17];
- Prinses Elisabethbasis, het Belgische poolstation op Antarctica[18]
- vernieuwing van het Atomium in Brussel[19] en de bouw van infrastructuur voor het Circuit Spa-Francorchamps[20], de luchthavens van Brussels Airport[17] en Liège Airport[21], de havens van Antwerpen en Zeebrugge[22], de Reyerstoren[23];
- de drie hoogste wolkenkrabbers van Nederland (Maastoren, New Orleans, Montevideo)[24][25], de hoogste radartoren in Europa op Neeltje Jans[26][27], de renovatie van de Princes Beatrixsluis[28] en van de Velsertunnel[29].

## Algemene informatie
BESIX is actief in zowat alle bouwbranches, waaronder gebouwen, maritieme werken, milieu, sport en ontspanning, industrie en tot slot wegen-, spoor-, haven- en luchthaveninfrastructuur.
Behalve bouwprojecten is BESIX ook actief rond projectontwikkeling in West-Europa. Daarnaast beheert de groep concessies via publiek-private samenwerkingen in Europa en het Midden-Oosten.
BESIX heeft verschillende dochterondernemingen, waaronder in het Midden-Oosten Six Construct en in Europa BESIX Infra, Unitec, Cobelba, Jacques Delens, Vanhout, Wust, Lux TP, Franki Foundations, Socogetra, Sanotec en Van den Berg. In 2018 heeft BESIX Group het Australische bouwbedrijf Watpac Ltd overgenomen.
BESIX is voor 50% in Belgische handen en voor 50% eigendom van het Egyptische concern Orascom. De Voorzitter van de Raad van Bestuur is Johan Beerlandt en de CEO Rik Vandenberghe, beiden Belgen.
BESIX Group ondertekende een internationale raamovereenkomst voor eerlijke werkomstandigheden, samen met de internationale vakbondsorganisatie Building & Wood Worker’s International (BWI) en haar Europese Ondernemingsraad (EOR). De groep neemt ook deel aan het programma “Global Compact” van de Verenigde Naties.
Sinds 2017 is BESIX officiële sponsor van de Rode Duivels, de Belgische nationale voetbalploeg. BESIX steunt ook de Red Flames, het Belgisch voetbalelftal, en de nationale jeugdploegen.

## Geschiedenis
BESIX Group is in 1909 door de familie Stulemeijer opgericht onder de naam Belgische Betonmaatschappij (BBM). Na de Eerste Wereldoorlog nam het bedrijf deel aan de heropbouw van de verwoeste Belgische havens en waterwegen.
In 1920 breidt BBM zijn bouwactiviteiten uit naar verschillende Europese landen, vooral Frankrijk en Spanje, en vanaf eind jaren 1940 naar Afrika.
In 1966 richt het bouwbedrijf een dochteronderneming voor het Midden-Oosten op, Six Construct, met de bedoeling om grote projecten te realiseren die de regio naar een hoger welvaartsniveau moeten tillen. Zo zal BESIX via Six Construct in de volgende decennia een belangrijke speler zijn achter de ontplooiing van het Arabische schiereiland, vooral de Verenigde Arabische Emiraten en Qatar.
In 1988 diversifieert BBM zich door de markt van projectontwikkeling aan te boren. Deze bedrijfstak zal de volgende decennia groeien, eerst onder de naam Betonimmo, daarna BESIX RED. Het bedrijf opereert in verschillende Europese landen, waaronder België, Frankrijk, Nederland, Portugal en Luxemburg.
In 2004 ondernemen 13 managers van BBM, met de steun van Orascom, een Leveraged managementbuy-out. Ze halen de groep van de beurs en dopen hem om tot BESIX Group. Johan Beerlandt, bij het bedrijf sinds 1974, wordt de nieuwe CEO. De volgende jaren stijgt de omzet van BESIX van 850 miljoen euro in 2004 naar 3,1 miljard in 2011.
In 2009 viert de bouwgroep zijn honderdjarig bestaan. Als kers op de verjaardagstaart wordt in hetzelfde jaar ook het hoogste gebouw ter wereld, de Burj Khalifa, feestelijk ingehuldigd, een realisatie van BESIX in samenwerking met Arabtec en Samsung Engineering & Construction.
In 2011 begeeft BESIX zich op de Australische markt met de eerste grote contracten voor maritieme infrastructuurwerken. Hij versterkt er in 2013 zijn positie door deel te nemen in het kapitaal van Watpac Limited, een Australisch beursgenoteerd bedrijf op de Australian Securities Exchange.
Vanaf 2016 richt de groep zich ook op de Scandinavische markt met een eerste contract voor de constructie van een vierbaansweg en een brug over de Roskilde-fjord, in een joint venture met de bedrijven Acciona Infraestructuras en Rizzani.
In 2017 volgt Rik Vandenberghe, die 12 jaar CEO was van de bank ING België, Johan Beerlandt op als CEO van BESIX. Johan Beerlandt wordt Voorzitter van de Raad van Bestuur.
In 2018 versterkt BESIX zijn marktpositie in Australië door de verwerving van alle aandelen van de bouwgroep Watpac Ltd na een openbaar overnamebod. In hetzelfde jaar neemt de groep verschillende Europese bedrijven over, waaronder Flamant, een winkelketen gespecialiseerd in interieurdecoratie.

## Milieu
BESIX werkte mee aan de realisatie van ‘s werelds eerste hoogbouw die de dubbele certificering LEED Platinum (Leadership in Energy and Environmental Design) en HQE (Haute Qualité Environnementale) verwerft, de Carpe Diem-toren in de Parijse wijk La Défense.
In het Midden-Oosten neemt BESIX deel aan de bouw, het beheer en onderhoud van infrastructuurprojecten voor afvalrecycling (Umm al-Qaiwain), ontzilting (Jebel Ali) en waterzuivering (Al Saja’a). De groep bouwt in Dubai een van ‘s werelds grootste centrales op basis van thermische revalorisatie van afval. In Ras al-Khaïmah sleept BESIX een project in de wacht voor de bouw en het beheer van een installatie die huishoudelijk afval omzet in brandstof voor cementfabrieken.
In Marokko, ten slotte, is BESIX gestart met de bouw van een van de hoogste torens van Afrika, de Mohammed VI Tower, die ook een van de eerste hoogbouwtorens van het continent zal zijn met de dubbele certificering LEED Gold en HQE.

## Research & Development
BESIX beschikt over een eigen Engineering-afdeling die het ontwerp en de technische studie van projecten voor zijn rekening neemt, vooral voor torengebouwen, maritieme infrastructuur en civieltechnische werken.
In 2017 behaalde BESIX als eerste Belgische bouwfirma en eerste Europees aannemingsbedrijf het hoogste certificeringsniveau in Building Information Modeling (BIM). In 2018 vielen BESIX en dochteronderneming Vanhout in de prijzen in de 3 categorieën van de BIM Awards 2018, met 2 gouden en 1 zilveren onderscheiding. Op de BIM Awards 2017 kreeg de bouwgroep een prijs in 5 van de 6 categorieën, waaronder ook de “BIM Award van het jaar”.
In 2018 startten BESIX en Proximus, de Belgische marktleider in ICT en Telecommunicatie, een partnership op om samen een nieuwe generatie van Smart Buildings te ontwikkelen. Ze geven hierbij prioriteit aan energie-efficiëntie, comfort en veiligheid.

## Open Innovatie
In 2018 lanceerde BESIX zijn eigen Incubator onder de naam Start-Up Accelerator. Het initiatief is een primeur in de Belgische bouwsector en richt zich op mature start-ups in de hele wereld die nieuwe technologieën ontwikkelen voor de bouw. De geselecteerde start-ups krijgen van BESIX financiële en technische middelen ter beschikking, naast een begeleiding op maat en experimenteermogelijkheden op werven.
De Accelerator past in het kader van het UNLEASH-programma, een reeks initiatieven van BESIX rond Open innovatie.
Een van de UNLEASH-initiatieven is een interne accelerator op basis van ideeën van het BESIX-personeel. Een voorbeeld hiervan is het door eigen werknemers ontwikkelde Clean Air-project. Dit heeft geleid tot de creatie van groene wanden voor tunnels en verkeersassen die de CO2-uitstoot aanpakken. Hun collega’s in Dubai ontwikkelden op hun beurt een robot voor 3D-betonprinten.

## Mecenaat
BESIX Foundation is actief in de sectoren milieu (hernieuwbare energie, afvalverwerking), onderwijs (alfabetisering, beroepsopleidingen) en bouw (toegang tot huisvesting, duurzaam bouwen). De in 2009 opgerichte organisatie steunt bestaande vzw’s via projectfinanciering of via de terbeschikkingstelling van vaardige werkkrachten.
BESIX Foundation heeft ook eigen projecten, waaronder KiddyBuild en Right 2 Learn. Right 2 Learn biedt arbeiders in het Midden-Oosten informaticaopleidingen aan en KiddyBuild organiseert werfbezoeken voor leerlingen van scholen die sociale ongelijkheid bestrijden. Dankzij dit initiatief maken de kinderen kennis met allerlei bouwberoepen.
Op sportief vlak is BESIX sinds november 2017 officiële sponsor van de Rode Duivels, de Belgische voetbalploeg. Behalve het mannenteam steunt BESIX ook de Red Flames, het Belgisch voetbalelftal, en de nationale jeugdploegen.

## Werkomstandigheden in het Midden-Oosten
BESIX Group ondertekende een internationale raamovereenkomst voor eerlijke werkomstandigheden, samen met de internationale vakbondsorganisatie Building & Wood Worker’s International (BWI) en haar Europese Ondernemingsraad (EOR). Met dit engagement ten aanzien van internationale vakorganisaties pareert Six Construct de herhaaldelijke kritiek op bouwbedrijven en de werkomstandigheden van migrerende werknemers in het Midden-Oosten.
Het met BWI gesloten akkoord is gebaseerd op de naleving van internationale normen en conventies van de Internationale Arbeidsorganisatie (IAO). In 2017 benadrukte de voorzitter van de Raad van Bestuur van de IAO dat er grote verschillen bestaan tussen de werkomstandigheden van migrerende werknemers in het Midden-Oosten naargelang de tewerkstellende bedrijven. Hij vermeldde hierbij BESIX als een van de ondernemingen met de beste praktijken hieromtrent.
Behalve de IAO-voorschriften heeft Six Construct ook zelf verschillende initiatieven voor migrerende werknemers gelanceerd, zoals een ziekteverzekering en kwaliteitsvolle huisvesting. Daarnaast organiseert het bedrijf ook opleidingen op maat van deze doelgroep op het vlak van informatica.
Sinds 2013 kreeg Six Construct, dochteronderneming van BESIX voor het Midden-Oosten, al herhaaldelijk het keurmerk Corporate Social Responsibility van de Dubaise Kamer van Koophandel en Industrie. Het label is de hoogste erkenning voor Maatschappelijk Verantwoord Ondernemen in de Verenigde Arabische Emiraten.
Voor het Midden-Oosten heeft Six Construct de certificeringen ISO 9001:2008, ISO 14001:2004 en OHSAS 18001:2007 behaald, die respectievelijk slaan op kwaliteit, milieuvriendelijkheid en veiligheidsmaatregelen op de werf. BESIX is lid van het programma “Global Compact” van de Verenigde Naties.